# Tug of War (Colton Ford)
Tug of War è l'album di debutto dell'ex pornodivo statunitense Colton Ford, pubblicato su etichetta Outsider Music l'11 dicembre 2007.
L'album è trainato dal singolo That's Me. Tutti i brani sono scritti da Ford assieme al DJ e produttore Quentin Harris, già autore dei remix di Mariah Carey e Patti LaBelle. L'album è stato messo in vendita, oltre che nei negozi, per il download digitale su iTunes.

## Tracce
1. Ready 3:04
2. You Ain't Gonna Change 4:50
3. Gotta Do 4:51
4. That's Me 3:32
5. Bluntly Speaking 3:30
6. The Way You Love Me 5:05
7. You Get What You Want 4:59
8. Tug of War (My Heart Won't Let Go) 4:32
9. Love Has Found a Way 4:14
10. I'll Be Alright 5:28
11. Wait for Me 5:40
12. Your Love Is Everything 6:09